# Inagua
Inagua és el districte més al sud de les Bahames comprèn les illes de Great Inagua i Little Inagua.
Great Inagua ocupa una superfície de 1.544 km² i està a uns 90 km de la punta est de Cuba. El punt més alt és a 33 m. Inclou diversos llacs el més notable fa 12 km de llarg i es diu Llac Windsor (també anomenat Llac Rosa) que ocupa una quarta part de l'interior. La població de Great Inagua és de 969 habitants (2000).
La capital de l'illa i únic port és Matthew Town, que rep el nom de George Matthew un governador de les illes Bahames del segle xix. Aquesta població hostatja la companyia fabricant de sal Morton Salt que produeix un milió de tones de sal marina a l'any que és la principal indústria de l'illa. Hi ha un aeroport.
Hi ha una reserva d'ocells al centre de l'illa, amb més de 80.000 flamencs de les Antilles i altres ocells.
Little Inagua es troba a 8 km al nord-est de Great Inagua, està deshabitada ocupa una superfície de 30 milles quadrades i té ramats silvestres d'ases i cabres (introduïts fa anys pels francesos). Té un escull coral·lí.
El nom d'Inagua sembla d'origen precolombí, Lucaya Inagua sembla que vol dir Peita illa de l'est.
A la zona hi ha hagut diversos naufragis entre ells els galions espanyols Santa Rosa (1599) i Infanta (1788).

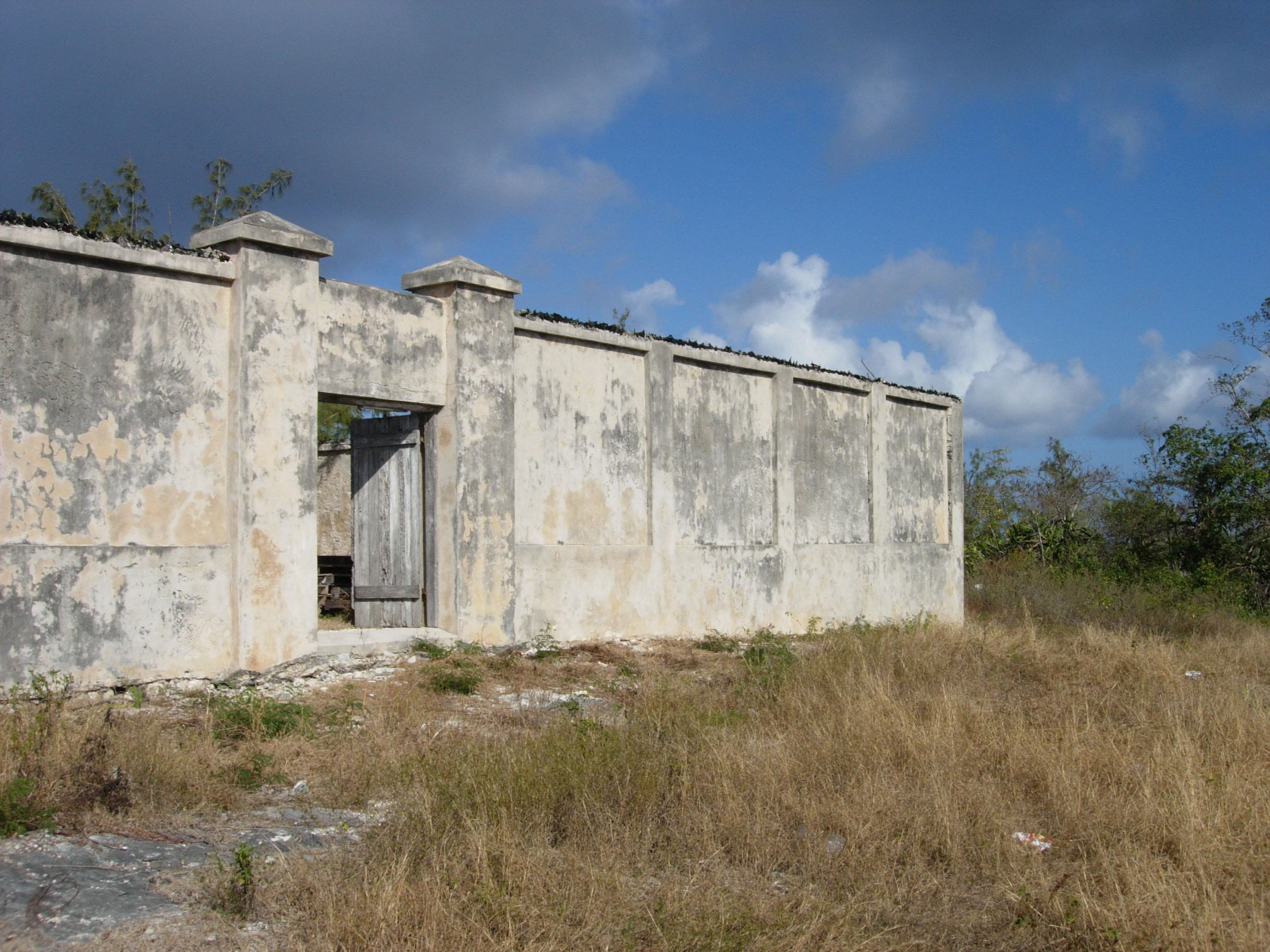
Antiga presó, Matthew Town, Great Inagua.
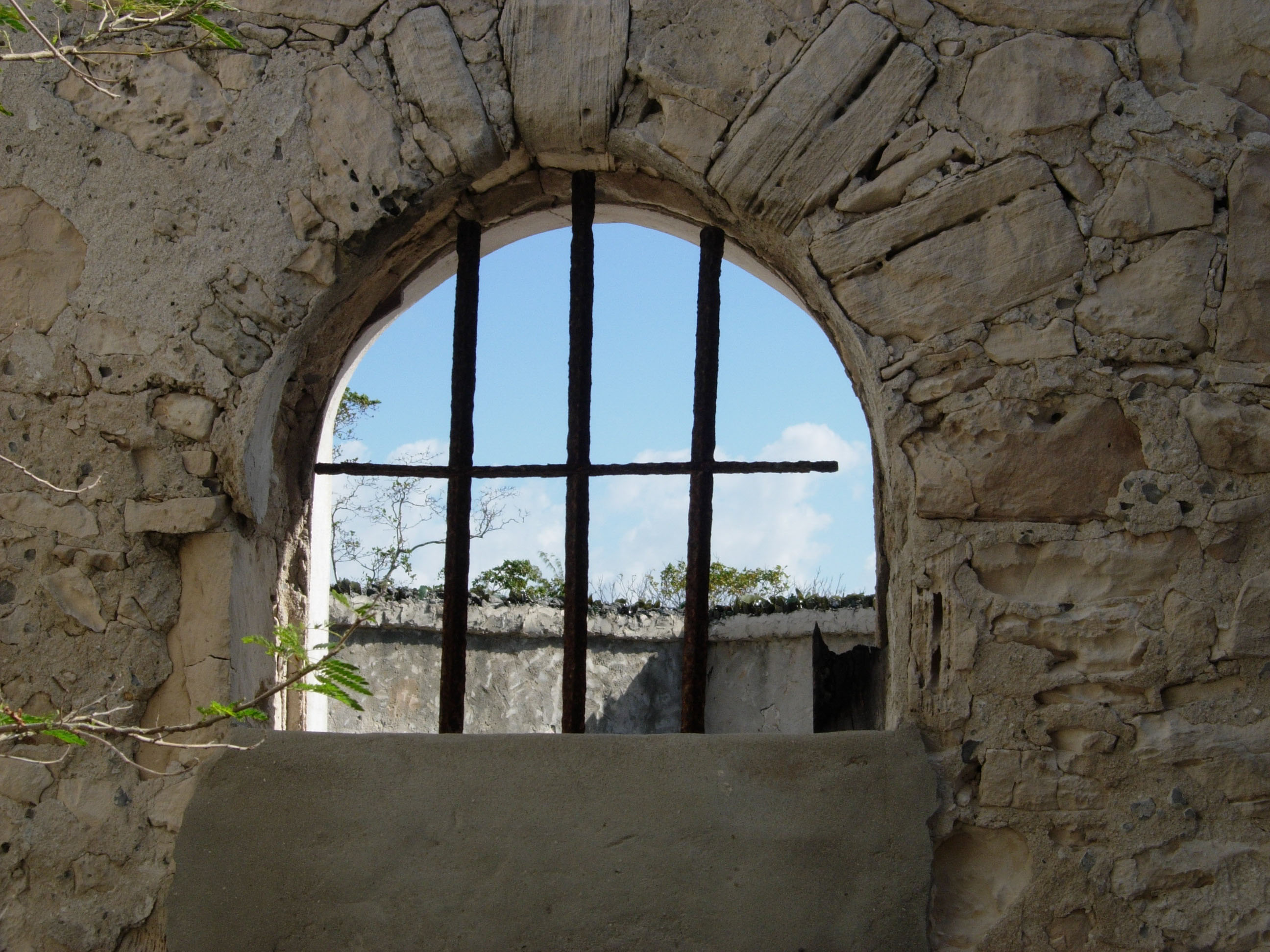
Finestra d'antiga presó, Matthew Town, Great Inagua.
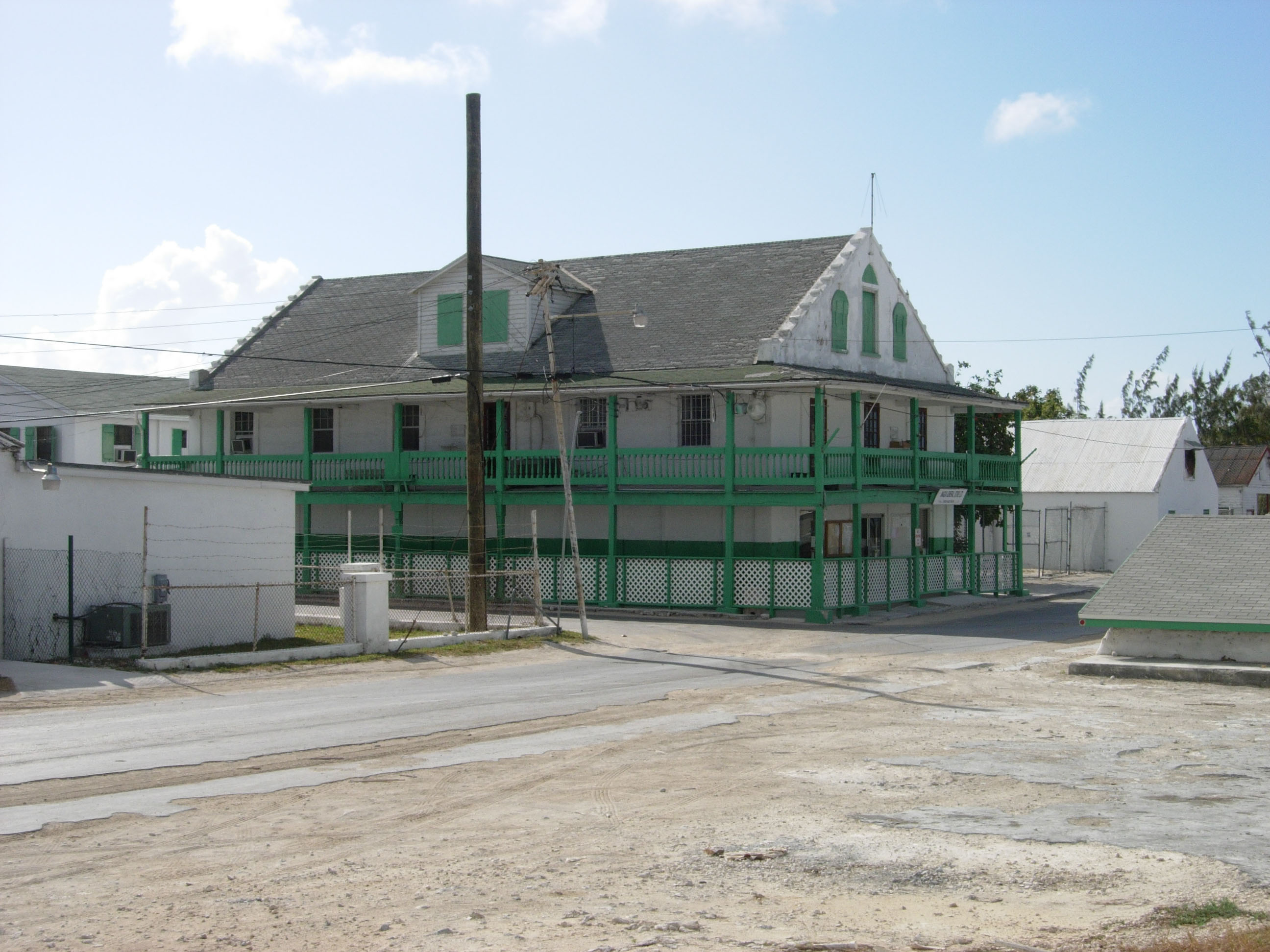
Botiga a Matthew Town, Great Inagua.